# ダグラス郡 (ミネソタ州)

ミネソタ州内の位置

ダグラス郡（Douglas County）は、アメリカ合衆国ミネソタ州に位置する郡である。人口は32,821人（2000年）である。郡庁所在地はAlexandriaである。

## 地理
アメリカ合衆国統計局によると、この郡は総面積1,865 km2 (720 mi2) である。このうち1,643 km2 (634 mi2) が陸地で222 km2 (86 mi2) が250以上の湖が含まれる、水地域である。総面積の11.89%が水地域となっている。

### 隣接する郡
- オッターテイル郡 (北)
- トッド郡 (北東)
- スターンズ郡 (南東)
- ポープ郡 (南)
- スティーブンズ郡 (南西)
- グラント郡 (西)

## 人口動勢
2000年国勢調査で、この郡は人口32,821人、13,276世帯、及び9,027家族が暮らしている。人口密度は20/km2 (52/mi2) である。10/km2 (26/mi2) の平均的な密度に16,694軒の住宅が建っている。この都市の人種的な構成は白人98.49%、アフリカン・アメリカン0.18%、先住民0.24%、アジア0.40%、太平洋諸島系0.03%、その他の人種0.18%、及び混血0.48%である。ここの人口の0.59%はヒスパニックまたはラテン系である。
この郡内の住民は24.00%が18歳未満の未成年、18歳以上24歳以下が9.20%、25歳以上44歳以下が25.00%、45歳以上64歳以下が23.80%、及び65歳以上が17.90%にわたっている。中央値年齢は40歳である。女性100人ごとに対して男性は99.00人である。18歳以上の女性100人ごとに対して男性は96.90人である。
この郡内の世帯ごとの平均的な収入は37,703米ドルであり、家族ごとの平均的な収入は46,250米ドルである。男性は30,968米ドルに対して女性は21,240米ドルの平均的な収入がある。この郡の一人当たりの収入 (per capita income) は18,850米ドルである。人口の8.50%及び家族の5.60%は貧困線以下である。全人口のうち18歳未満の9.30%及び65歳以上の11.00%は貧困線以下の生活を送っている。

## 都市及び町

### 都市
- アレクサンドリア
- ブランドン
- Carlos
- Evansville
- Forada
- ガーフィールド
- Kensington
- Millerville
- Miltona
- ネルソン
- Osakis †

### 郡区
- アレクサンドリア郡区
- Belle River Township
- ブランドン郡区
- Carlos Township
- Evansville Township
- Holmes City Township
- Hudson Township
- Ida Township
- La Grand Township
- Lake Mary Township
- Leaf Valley Township
- Lund Township
- Millerville Township
- Miltona Township
- Moe Township
- オレンジ郡区
- Osakis Township
- Solem Township
- Spruce Hill Township
- Urness Township

† Osakis の大部分はダグラス郡内であるが、この都市の一部はトッド郡に広がっている。